# Gallipienzo
Gallipienzo (spanska) eller Galipentzu (baskiska), officiellt Gallipienzo/Galipentzu, är en kommun i Spanien.   Den ligger i provinsen och regionen Navarra, i den nordöstra delen av landet, 300 km nordost om huvudstaden Madrid. Antalet invånare är 115.